# Knappelskär

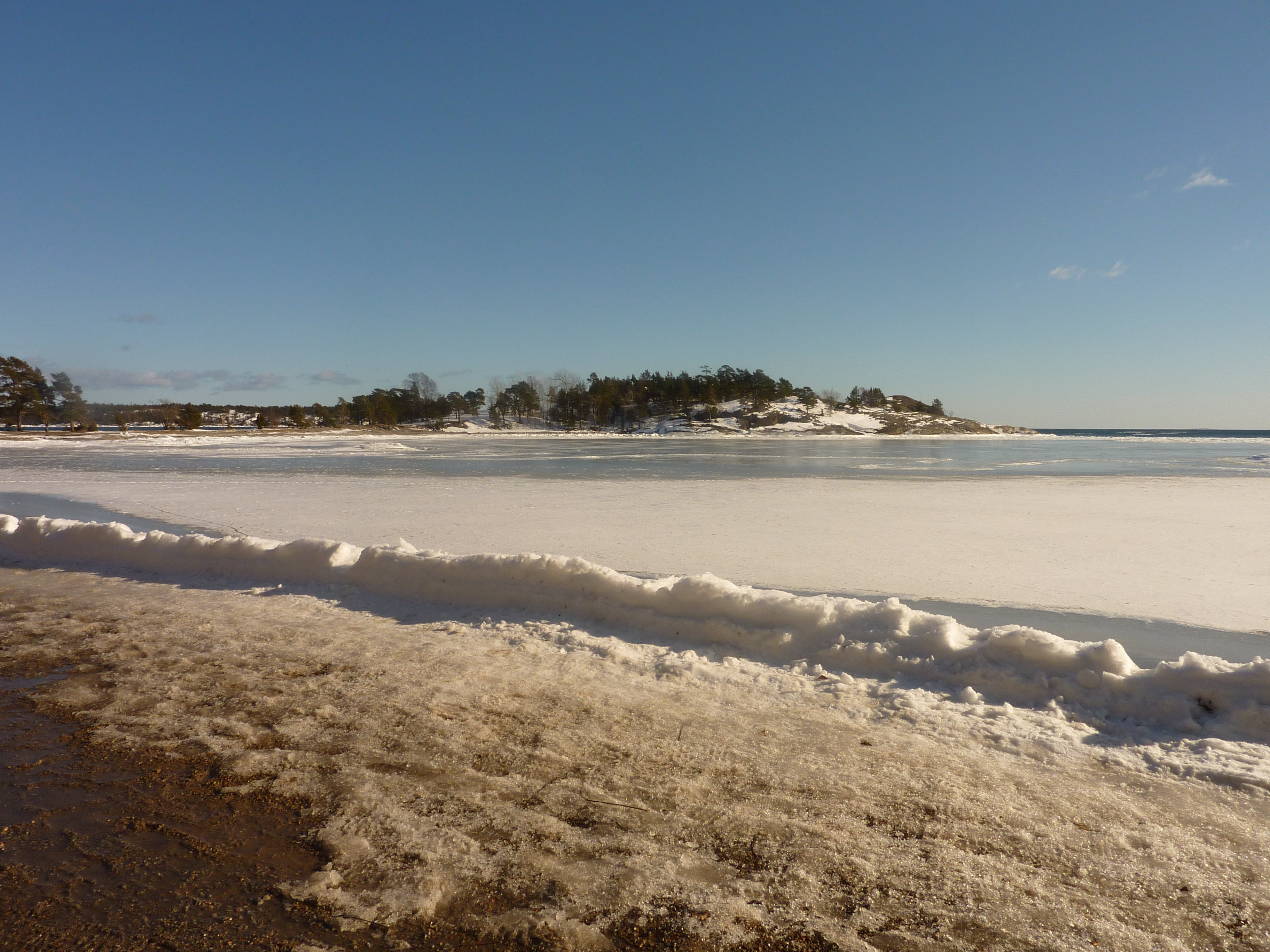
Knappelskär en solig vårdag

Knappelskär är en udde belägen i närheten av Nynäshamn i södra delen av Stockholms skärgård. Det är en populär utflyktsplats, har barnvänliga stränder och utsikt över Östersjön.